# Police communale (Belgique)
La Police Communale (en néerlandais: Gemeentepolitie) en Belgique, est un ancien corps de police. Pendant un grand nombre de décennies, trois forces de sécurité intérieure coexistaient en Belgique: la police judiciaire, la gendarmerie et la police communale. La police communale a fusionné le 1er janvier 2001 avec la gendarmerie, à la suite de la réforme des polices, pour constituer ce qu'on appelle aujourd'hui la police intégrée. La police communale était compétente pour les communes.

## Histoire
Avant l'adoption de la réforme des polices en 1998, qui a été promulguée en loi et mise en œuvre sur le terrain en 2001, le système policier belge était relativement morcelé. Les services de police générale, comprenant la police communale, la gendarmerie et la police judiciaire, coexistaient avec des services de police spécialisés tels que la police aéronautique, maritime et ferroviaire.
Depuis le début du XIXe siècle, l'organisation de la police reposait principalement sur le pouvoir de police administrative communale, avec un rôle central dévolu au bourgmestre. Les forces de police communale, employées par chaque commune du pays, étaient chargées du maintien de l'ordre public et des enquêtes pénales sur leur territoire respectif. À ce moment-là, aucune disposition relative à la police communale ne figurait dans la Constitution ce qui traduisait d’une organisation superficielle de celle-ci. En effet, la police communale se caractérisait par sa fragmentation en plusieurs corps de police et l'absence d'unification.
Parallèlement, la gendarmerie, en tant que service de police relevant de l'État, était une autre grande force de maintien de l'ordre depuis l'indépendance du pays.
En 1919, un troisième service de police important a été créé, la police judiciaire près les parquets. Ce dernier s'occupait exclusivement des enquêtes pénales sans intervention dans le maintien de l'ordre public.
La loi du 11 février 1986 sur la police communale est venue fixer le statut juridique de la police communale. Face à l’accroissement du taux de criminalité et du sentiment d’insécurité de la population, cette loi a clarifié le rôle crucial joué par la police communale dans la protection des personnes et des biens.
L’article 153 de cette même loi disposait que « Chaque commune dispose d’un corps de police communal. Ses missions ont un caractère tant de police administrative et préventive que de police judiciaire et répressive ».
Plusieurs initiatives émanant du gouvernement ont amené à associer la police communale à une politique de sécurité locale ayant pour objectif de rapprocher la police des citoyens et d'accroître sa présence dans les espaces publics, d’améliorer les services de soutien, d’intensifier les mesures de prévention.
Tout au long du XXe siècle, ces trois services de police (police judiciaire, communale et gendarmerie) ont fonctionné en parallèle, mais se sont souvent chevauchés dans les affaires où chacun prétendait être compétent. Cela a entraîné un certain nombre d'incidents plus ou moins graves, communément appelés la "guerre des polices". De plus, une circulaire du Ministre fédéral a été proposée en 1992 consacrant la mise en place d'un système de zone interpolice (ZIP). Cette circulaire visait à consolider géographiquement plusieurs services de polices qui étaient autrefois indépendants afin d'améliorer leur collaboration pour l'exécution de diverses taches de police de base.
En parallèle, L'affaire Dutroux ayant eu lieu en 1996 a été l'événement provoquant le plus grand retentissement dans l'opinion publique. Cet événement a précipité et conduit la réforme de la police en 1998. Les erreurs et les problèmes rencontrés lors de l'enquête ont conduit à une refonte totale des services de police du pays, ayant pris la forme d'une loi-cadre; la loi du 7 décembre 1998 organisant un service de police intégrée, structuré à deux niveaux, qui constitue actuellement la base juridique de la police belge.
Le 1er janvier 2001, la police intégrée voit donc le jour. La réforme donne ainsi naissance à la police fédérale et à la police locale. Cette loi a remplacé les divers services de police existants. La fonction remplie par la police locale est la fusion entre les fonctions auparavant attribuées à la police communale et à la brigade de la gendarmerie.

## Organisation
Les services de police communale étaient organisés au niveau de chaque commune et étaient dirigés par le bourgmestre de la commune, qui était responsable de la sécurité publique sur le territoire communal. En ce compris : "les routes et chemins des voiries de l'Etat, les ruelles, impasses et passages établis à travers les propriétés privées". Chaque police communale du pays était dotée et sous l’autorité d’un chef de corps. Il y avait une unité de police communale distincte pour chaque commune. L’article 115 de la loi du 11 février 1986 sur la police communale précise que ce dernier doit porter le grade de commissaire de police en chef ou de garde champêtre en chef. Les polices communales étaient au nombre de 589 avec 18.745 policiers communaux. L’article 154 de la loi 11 février 1986 sur la police communale informe d’une division au sein de la police communale comme suit : « La police communale fait partie de la force publique ; elle est urbaine ou rurale ».

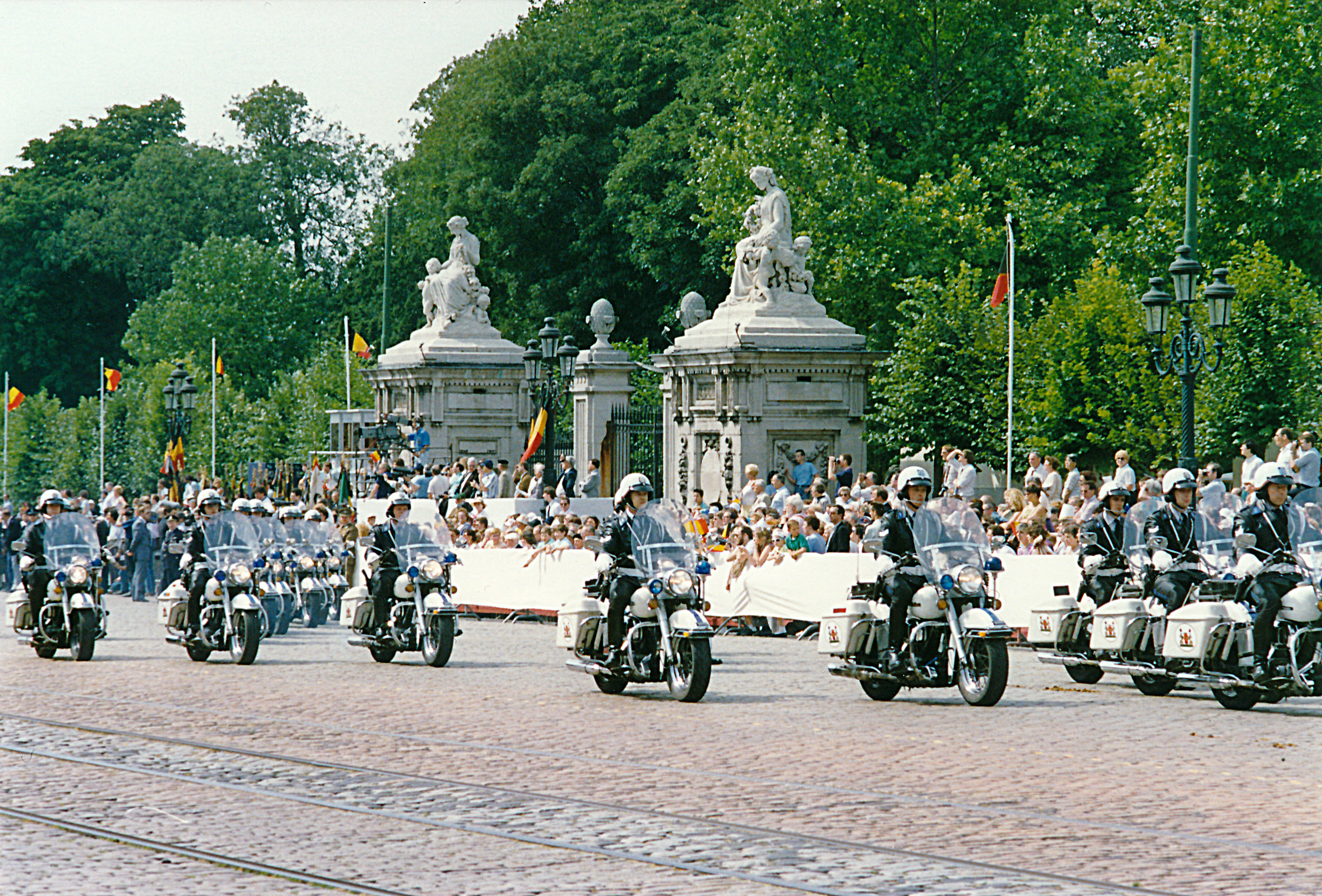
Motocyclistes de la police de Bruxelles défilant devant la tribune royale lors du défilé des troupes et des services civils de secours, place des Palais le 21 juillet 1989 à Bruxelles.
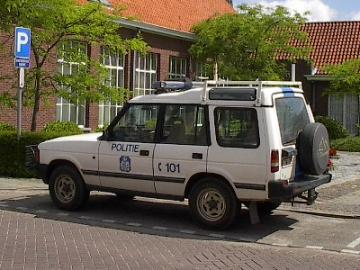
Ancien véhicule de la police communale avant la réforme.
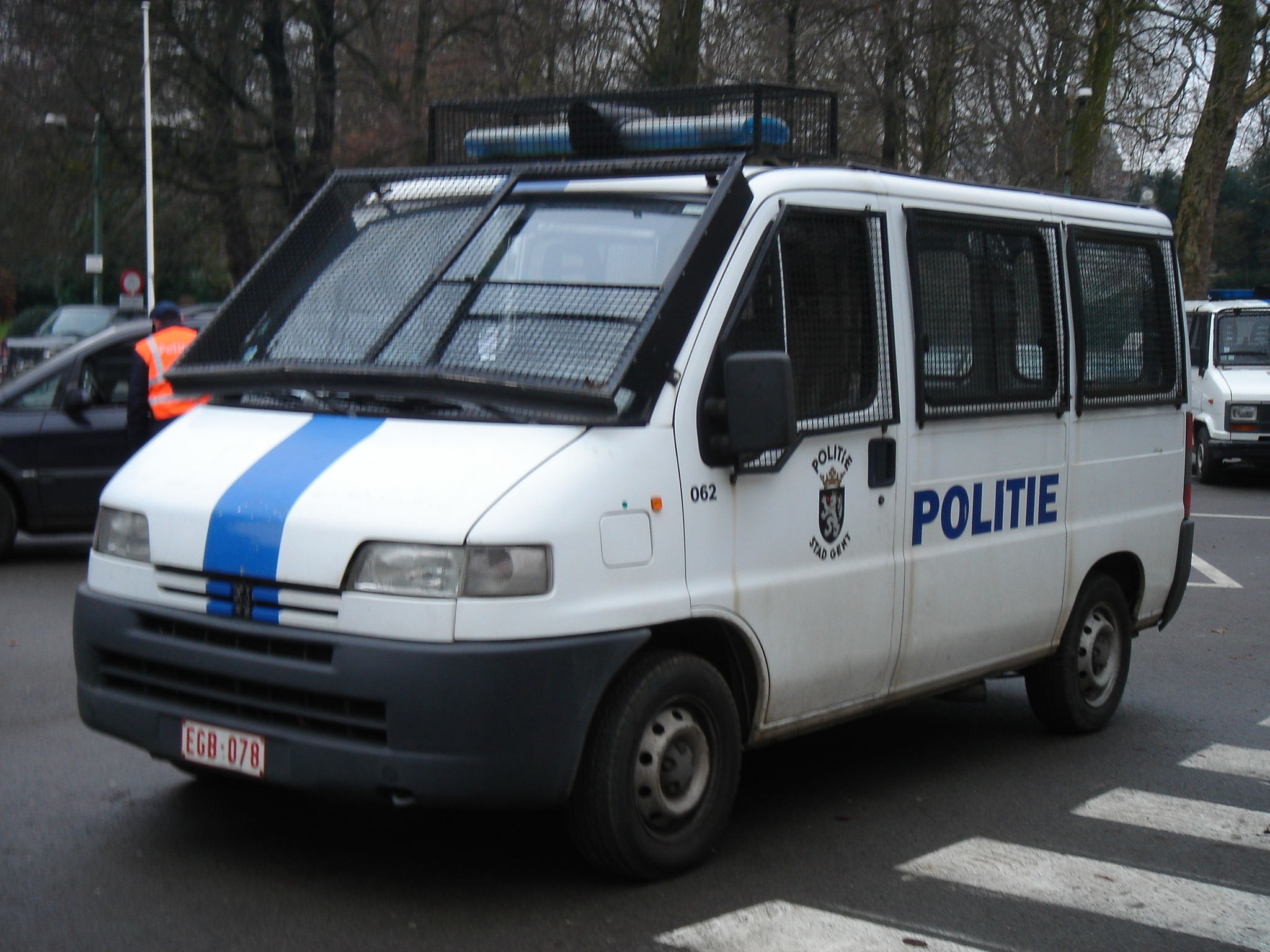
Combi de la police communale de Gand.
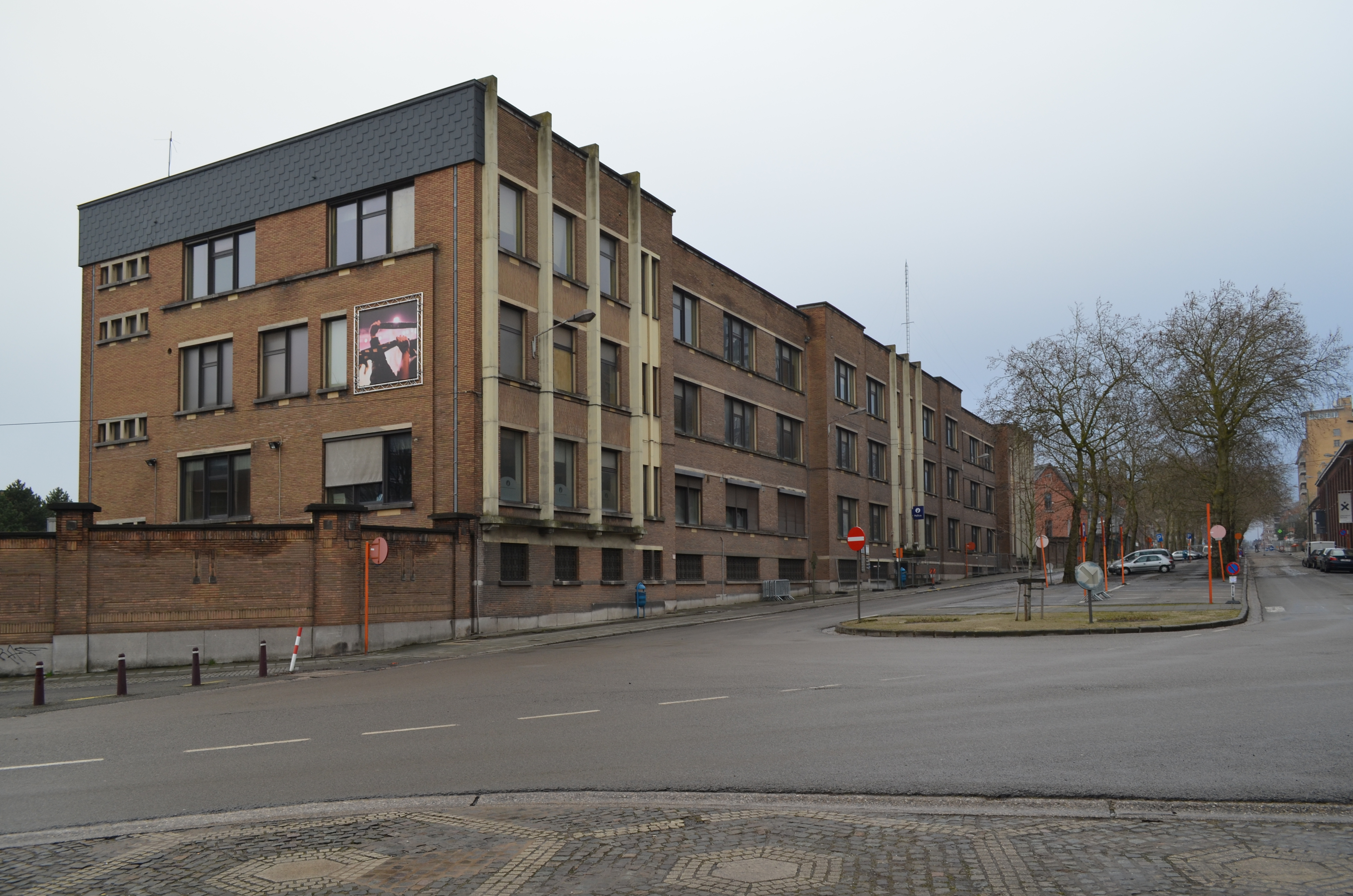
Anciens bâtiments de la police communale de Charleroi. (Photo prise après la réforme, en 2015).

## Compétences et missions
La police communale relève des compétences de la commune dans l'intérêt de ses habitants. La mission de la commune est d'assurer aux citoyens les avantages d'une bonne police, notamment la sécurité et la tranquillité dans les rues.
La police communale en Belgique était une force de police locale qui était chargée de maintenir l'ordre public, de prévenir la criminalité et d'assurer la sécurité des citoyens dans les communes belges.
Le corps de la police communale avait une double fonction : administrative et judiciaire. Ils sont décrits aux articles 14 et 15 de la loi du 5 août 1992 sur la fonction de police.
Pour les missions administratives, les policiers communaux devaient veiller à maintenir l’ordre public. Principalement, ils avaient pour tâche de faire respecter les lois et règlements de police, prévenir des infractions et protéger les personnes et les biens. Ils devaient assurer une surveillance générale et contrôler des lieux (qui leur étaient accessibles) afin de porter assistance aux personnes en danger. Également, ils devaient transmettre aux autorités compétentes le compte rendu et les renseignements de leurs missions. En tant que police administrative, ils devaient exécuter des mesures de police administrative et prendre des mesures matérielles de police administrative.
Pour les missions de police judiciaire, voici les quatre missions qu’ils avaient :
“1° rechercher les crimes, les délits et les contraventions, en rassembler les preuves, en donner connaissance aux autorités compétentes, en saisir, arrêter et mettre à la disposition de l'autorité compétente les auteurs, de la manière et dans les formes déterminées par la loi;
2° rechercher les personnes dont la privation de liberté est prévue par la loi, s’en saisir, les arrêter et les mettre à la disposition des autorités compétentes;
3° rechercher, saisir et mettre à la disposition de l'autorité compétente les objets dont la saisie est prescrite;
4° transmettre aux autorités compétentes le compte rendu de leurs missions ainsi que les renseignements recueillis à cette occasion.”.
Ils étaient également compétents pour contrôler l'identité de certaines personnes, "s'ils ont des motifs raisonnables de croire, en fonction de son comportement, d'indices matériels ou de circonstances de temps et de lieu, qu'elle est recherchée, qu'elle a tenté de commettre une infraction ou se prépare à la commettre, qu'elle pourrait troubler l'ordre public ou qu'elle l'a troublé", d'autres conditions sont réservées dans l'article 34 de la loi du 5 août 1992 sur la fonction de police. De plus, ils pouvaient (dans leur mission de police administrative) procéder à des fouilles de personnes ou de véhicules ainsi que faire des saisies administratives et des arrestations administratives de 12h maximum, selon les articles 27, 28 et 34 de la loi du 5 août 1992 sur la fonction de police.
La police communale était également chargée de la coordination des plans de sécurité locaux et de la gestion des situations d'urgence dans les communes.
Enfin, il est important de noter que la police communale belge avait un rôle important dans la prévention de la criminalité et dans la promotion de la sécurité routière.
Ratione temporis : Les membres de la police communale (urbaine et rurale) pouvaient exercer leurs compétences en tant que policier communal à partir de leur prestation de serment ainsi que durant la période de leur nomination.
Ratione loci : Les policiers urbains avaient des compétences étendues sur l'ensemble du territoire de la commune où ils étaient nommés et les policiers ruraux étaient compétents sur le territoire où ils étaient "assermentés", donc le territoire de la commune.

## Grades de la police communale
Les grades de la police communale étaient les suivants:
- Auxiliaire de Police;
- Agent de Police;
- Agent-brigadier;
- Agent-brigadier principal;
- Inspecteur;
- Inspecteur principal (grade d'extinction);
- Inspecteur principal de 1re Classe;
- Aspirant-officier;
- Commissaire-adjoint;
- Commissaire-adjoint inspecteur;
- Commissaire-adjoint inspecteur principal;
- Commissaire;
- Commissaire en Chef (dans les communes où il y avait plusieurs commissaires)

## Pouvoirs
La police communale était armée. L’utilisation de leurs armes était limitée à la légitime défense et en cas d’absolue nécessité. Les armes autorisées à l’utilisation étaient les armes blanches et armes à feu. Les conditions d’utilisation d’armes étaient en cas d’actes de violences exercées contre eux et “lorsqu’ils ne peuvent défendre autrement le terrain qu’ils occupent, les postes ou les personnes ainsi que les fonds, documents, armes, substances ou produits dangereux qui sont confiés à leur protection.”.
Ils pouvaient également avoir recours à la violence mais de manière "raisonnable et proportionnée à l'objectif poursuivi" et dans des cas où ils n'avaient pas d'autres solutions pour atteindre leur but qui devait être légitime.

## Images

Logo de la police communale.
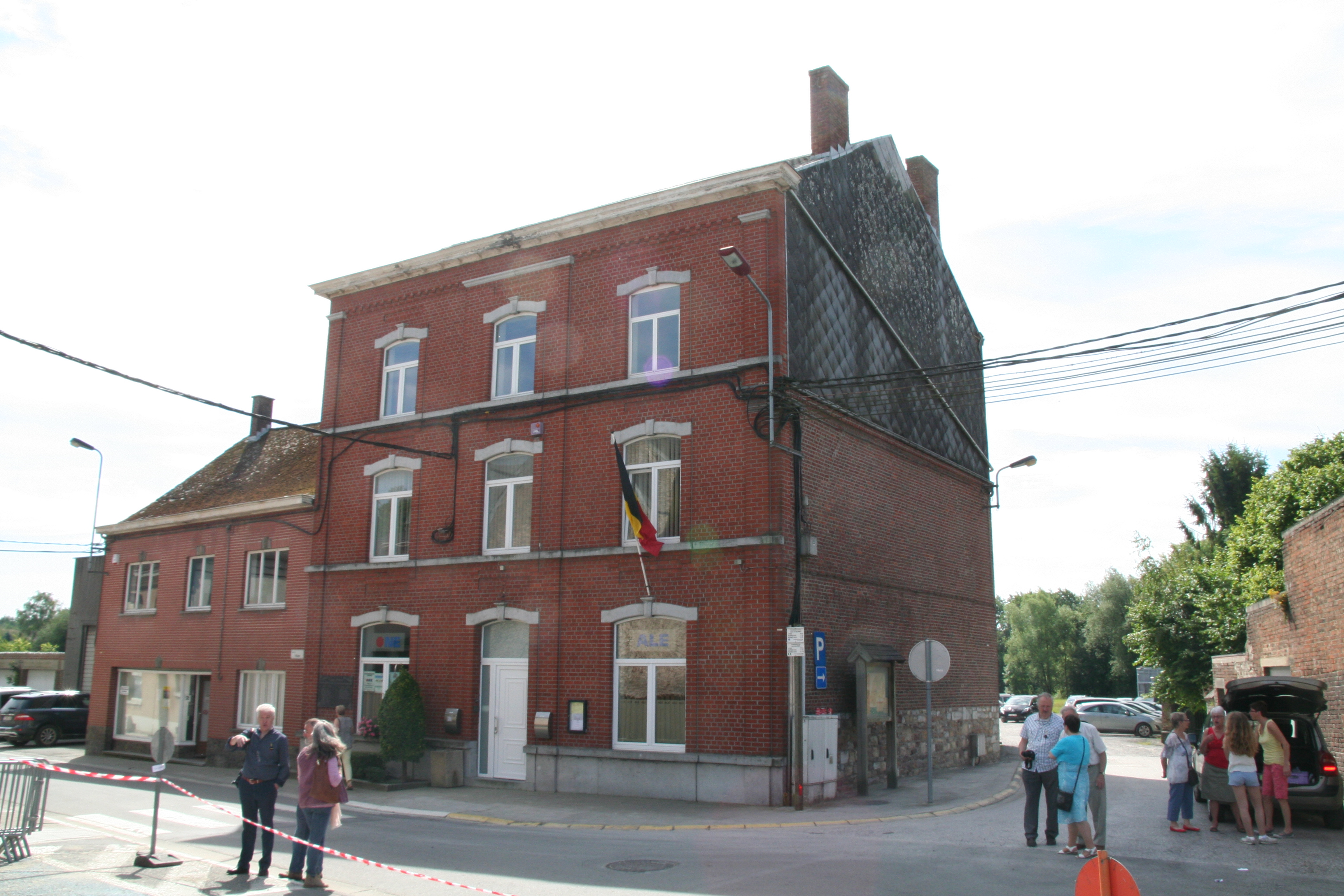
Ancien commissariat de la police communale de Nalinnes.
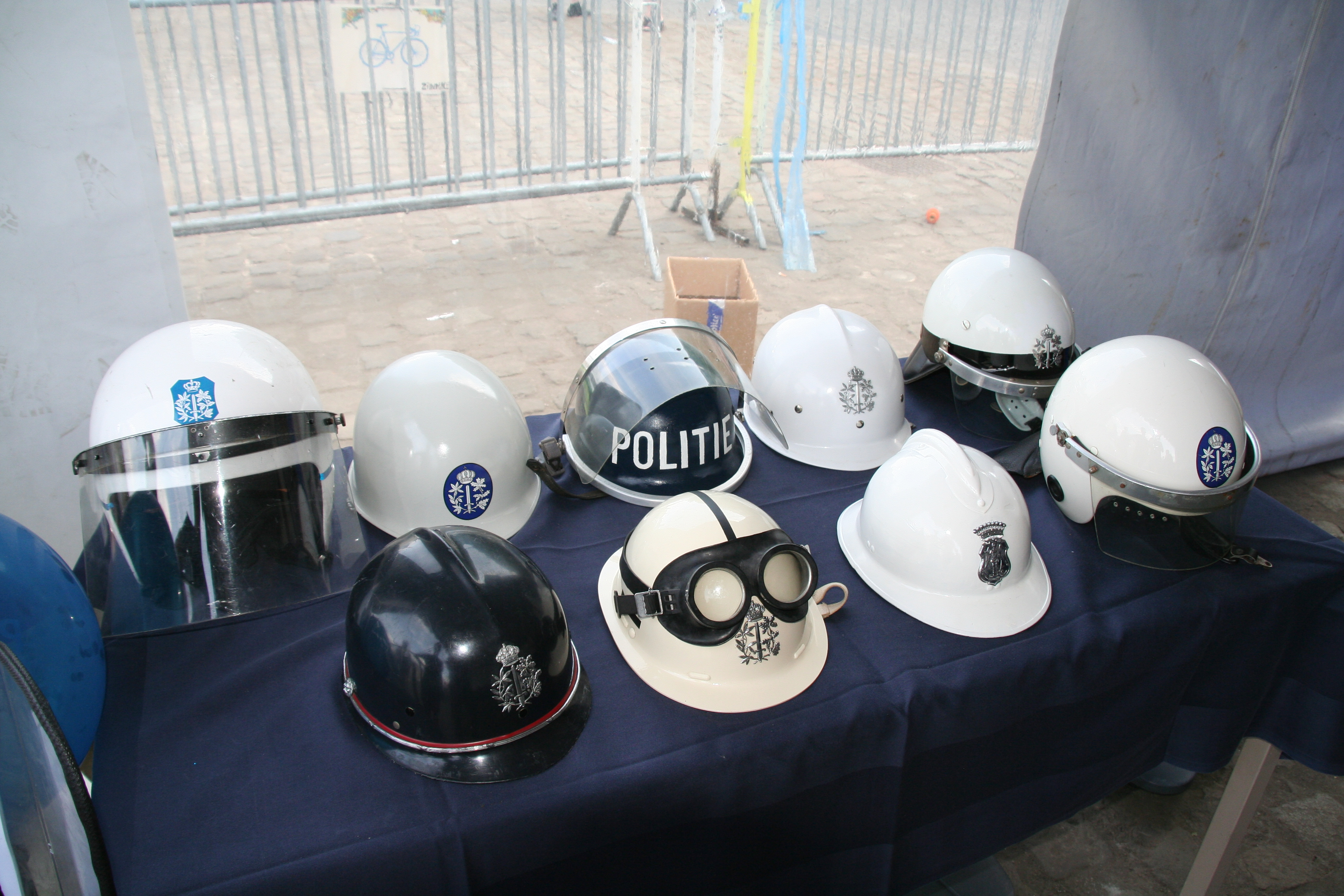
Casques de l'ancienne police communale